# نسمة
نَسَمة هي وحدة تعداد الأشخاص. تستعمل على سبيل المثال في التعداد السكاني فعدد سكان إندونيسيا 235 مليون نسمة (أي 235 مليون شخص) وكثافة السكان في جزيرة جاوة ألفي نسمة/كم² أي يقطن في كل كيلومتر مربع ألفي شخص من الناس.

## في اللغة
ذكر معجم اللغة العربية المعاصرة أن نَسَمَة (وجمعها: نسَمات) تعني إنسانٌ أو نفس .، وفي كتاب لسان العرب ذُكر أن «النَّسَمَة [هي] الخَلْقُ، يَكُونُ ذَلِكَ لِلصَّغِيرِ وَالْكَبِيرِ والدوابِّ وَغَيْرِهَا وَلِكُلِّ مَنْ كَانَ فِي جوفِه رُوحٌ حَتَّى قَالُوا لِلطَّيْرِ»، وفي كتاب العين للفراهيدي جاء، «[و] النَّسَم: نَفَسُ الرُّوح. [يقال]: ما بها ذو نَسَم، أي: ذو روح ... وكلُّ إنسانٍ نَسَمة»